# Kamilla (keresztnév)
A Kamilla a Kamill férfinév női párja, egyúttal egy gyógynövény neve is.

## Rokon nevek
- Milka:[1] a Kamilla név magyar beceneve, illetve a Ludmilla, Emília szláv kicsinyítése, egyúttal egy ismeretlen eredetű bibliai név is.[2]

## Gyakorisága
Az 1990-es években a Kamilla igen ritka, a Milka szórványos név, a 2000-es években a Kamilla 48-72. leggyakoribb női név, a Milka nem szerepel az első százban.

## Névnapok
Kamilla
- március 3.[2]
- március 10.[2]
- május 18.[2]
- július 18.[2]
- július 27.[2]
- augusztus 29.[2]
- december 28.[2]

Milka
július 18.

## Híres Kamillák, Milkák
- „Kamilla” utónevű személyek szócikkeinek listája a Wikidata alapján
- „Camila” utónevű személyek szócikkeinek listája a Wikidata alapján
- „Camilla” utónevű személyek szócikkeinek listája a Wikidata alapján
- „Milka” utónevű személyek szócikkeinek listája a Wikidata alapján